# 蔭山真人
蔭山 真人（かげやま まさと、1949年1月28日 -  ）は、日本の経営者。

## 来歴・人物
大阪府出身。1972年に一橋大学経済学部を卒業し、同年に三和銀行に入行した。2002年1月にUFJ銀行常務に就任し、2003年2月にはトーメン特別顧問に就任し、同年6月には社長に昇格した。2006年4月から2008年6月までに豊田通商副社長を務め、2010年6月から2013年6月までに同社監査役を務めた。